# Vladimir Borovikovsky
Vladimir Lukich Borovikovsky ( em russo:  Влади́мир Луки́ч Боровико́вский  ; em ucraniano:  Володи́мир Лýкич Боровикóвський, transl. Volodymyr Lukych Borovykovskyi  ; August 4 [Calend. juliano: July 24] 1757    - April 18 [Calend. juliano: April 6] 1825    ) foi um artista proeminente, imperial russo de origem cossaca ucraniana, que serviu na corte de Catarina, a Grande, e dominou o retrato no Império Russo na virada do século XIX.